# 德列維尼
50°40′26″N 24°21′0″E / 50.67389°N 24.35000°E
德列維尼（烏克蘭語：Древині），是烏克蘭的村落，位於該國西部沃倫州，由沃洛德米爾區負責管轄，始建於1545年，面積6.3平方公里，海拔高度212米，2001年人口666，人口密度每平方公里105.71人。